# Comuna Panasivka, Zboriv
Panasivka (în ucraineană Панасівка) este o comună în raionul Zboriv, regiunea Ternopil, Ucraina, formată din satele Ciornîi Lis și Panasivka (reședința).

## Demografie
Componența lingvistică a comunei Panasivka
     Ucraineană (99,49%)
     Alte limbi (0,51%)
Conform recensământului din 2001, majoritatea populației comunei Panasivka era vorbitoare de ucraineană (99,49%), existând în minoritate și vorbitori de alte limbi.